# Emil Scaria
Emil Scaria (Graz, 18 settembre 1838 – Blesewitz, 23 luglio 1886) è stato un basso-baritono austriaco.

## Biografia
Nato a Graz, studiò al conservatorio di Vienna prima di debuttare a Pest nel 1860; cantò il ruolo di St. Bris ne Gli ugonotti. Fu un fallimento e abbandonò completamente il palcoscenico per seguire ulteriori studi; selezionò Manuel García come suo nuovo insegnante. Sebbene sia tornato sul palcoscenico a Dessau, non vide il successo fino a quando non cantò al Crystal Palace di Londra nel 1862. Nel 1863 apparve con l'Opera di Lipsia; nel 1864 lavorò a Dresda. Fu ingaggiato dalla Wiener Staatsoper nel 1872. Nel 1882 creò il ruolo di Gurnemanz nel Parsifal per Richard Wagner a Bayreuth. Scaria morì a Blesewitz, in Germania, nel 1886.

## Ruoli

### Prime mondiali
- 1868 Franz von Holstein: Der Haideschacht – Königliches Hoftheater Dresden
- 1882 Richard Wagner: Parsifal – Bayreuther Festspiele (Gurnemanz)

### Repertorio
| Auber: - Pietro in La muta di Portici - Grafen Juliano und Gil-Perez in Il domino nero - Ferdinando VI of Spain in La part du diable Beethoven: - Rocco in Fidelio Bizet: - Escamillo in Carmen Brüll: - Bombardon in Das goldene Kreuz - Fanfaron in Bianca Donizetti: - Dulcamara in L'elisir d'amore - Alfonso in Lucrezia Borgia - Sulpice in La figlia del reggimento - Marchese von Boisfleury in Linda di Chamounix - Dom Juan in Dom Sébastien Gluck: - Hercules in Alceste - Calchas in Ifigenia in Aulide Gounod: - Mephisto in Faust Halévy: - Kardinal Brogni in La Juive Lortzing: - Van Bett in Zar e carpentiere - Title role in Der Waffenschmied Meyerbeer: - Bertram in Roberto il diavolo - Marcell and Graf von Saint-Bris in Gli ugonotti - Count Obertal in Le prophète - Gritzenko in L'étoile du nord - High Priest of Brahma in L’Africana |  | Mozart: - Osmin in Il ratto dal serraglio - Title role in L'impresario teatrale - Figaro in Le nozze di Figaro - Leporello and Komtur in Don Giovanni - Sarastro and Sprecher in Il flauto magico Nicolai: - Falstaff in Le allegre comari di Windsor Rossini: - Bartolo in Il barbiere di Siviglia - Walter Furst in Guglielmo Tell Schumann: - Siegfried in Genoveva Thomas: - Claudius and First gravedigger in Hamlet Verdi: - Ramfis in Aida Wagner: - Der Kardinal in Rienzi - Title role in L'olandese volante - Landgraf in Tannhäuser - König Heinrich in Lohengrin - König Marke in Tristano e Isotta - Hans Sachs and Veit Pogner in I maestri cantori di Norimberga - Wotan in L'oro del Reno - Wotan in La Valchiria - Wanderer in Sigfrido - Gurnemanz in Parsifal Weber: - Kaspar in Il franco cacciatore - Lysiart in Euryanthe |